# Masaka
Masaka is een stad in het zuiden van Oeganda nabij het Victoriameer en het Nugabomeer en gelegen aan de weg van Kampala (128 km NO) naar Mbarara en Rwanda. Het vormt de hoofdplaats van het gelijknamige district Masaka. Masaka telde 67.768 inwoners bij de volkstelling van 2002, tegen 49.585 bij die van 1991 en ongeveer 5.000 bij die van 1959.
De stad heeft een gemengd christelijke en islamitische bevolking. Sinds 1953 vormt het de zetel van het gelijknamige katholieke bisdom Masaka.
Lange tijd vormde Masaka de tweede stad van Oeganda, maar later werd ze ingehaald door andere steden. In 1979 werd de stad zwaar verwoest door Tanzaniaanse troepen in hun strijd om Idi Amin te verdrijven in de Oegandees-Tanzaniaanse Oorlog, hetgeen nog steeds duidelijk op verschillende plekken in het straatbeeld terug te zien valt.
De dichtstbijzijnde haven aan het Victoriameer is het ongeveer 40 kilometer oostelijker gelegen Bukakata (vertrekhaven naar de Ssese-eilanden).

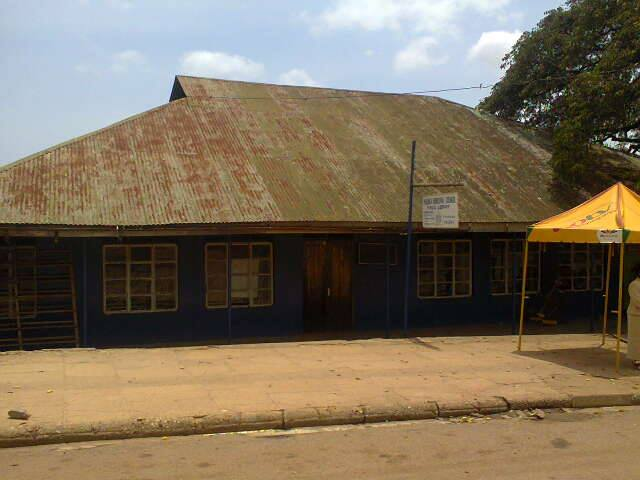
Bibliotheek van Masaka
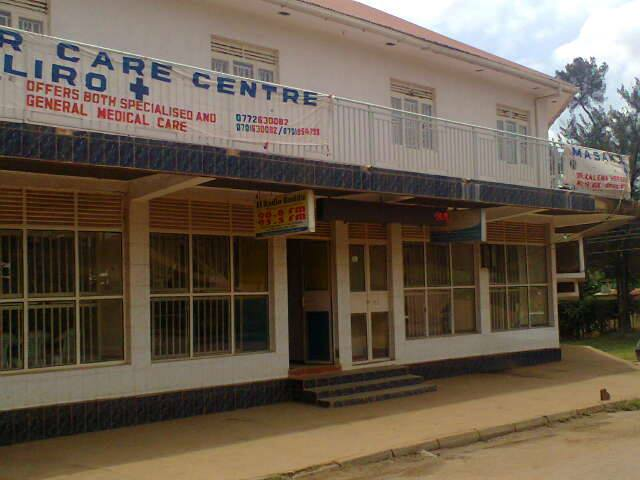
Radiostation van Masaka
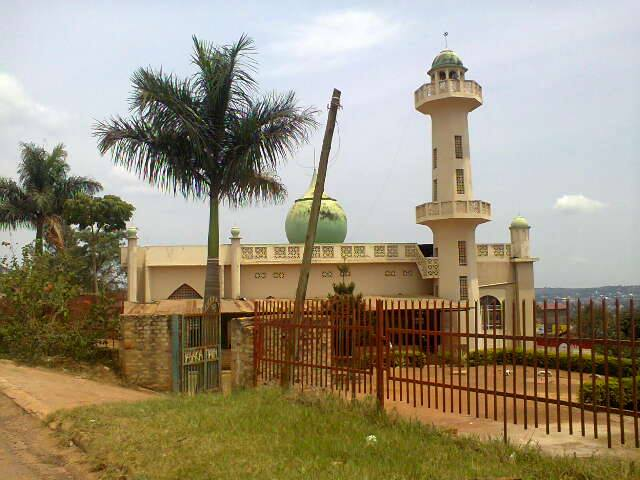
Moskee